# Dorothy Richardson
Dorothy Miller Richardson (* 17. Mai 1873 in Abingdon, Oxfordshire; † 17. Juni 1957 in Beckenham, Kent) war eine britische Schriftstellerin und Essayistin. Sie war die erste englischsprachige Autorin, die einen Roman in der Erzähltechnik des stream of consciousness („Bewusstseinsstrom“) veröffentlichte. Ihr zwölfteiliger Romanzyklus Pilgrimage (engl.; „Pilgerschaft“) zählt zu den Meisterwerken der innovativen Frauenliteratur in der englischen Literatur der Moderne. Obwohl ihr umfangreiches Werk mit James Joyce oder Virginia Woolf vergleichbar ist, hat es weniger Beachtung gefunden.

## Leben
Dorothy Richardson wurde in eine vornehme, aber verarmte Familie geboren. Bereits mit siebzehn Jahren musste sie alleine für ihren Lebensunterhalt aufkommen und arbeitete ab 1890 als Gouvernante und Lehrerin zunächst in Hannover und später im Norden Londons, wo sie begann, erste Texte zu schreiben, und erste Entwürfe für ihr späteres Hauptwerk anfertigte. Schließlich kehrte sie in das englische Landhaus ihrer Familie zurück. 1895 beging ihre Mutter Suizid, was zu einer vollständigen Auflösung der Familie führte. Richardson ging nach London zurück, wo sie eine Anstellung als Sekretärin und als Zahnarzthelferin annahm.
In London suchte sie den Kontakt zur gerade populären avantgardistischen  Sozialistenbewegung und fand Anschluss in literarischen Kreisen wie der Bloomsbury Group. In der Folgezeit arbeitete sie als Übersetzerin und schrieb als freie Journalistin erste Essays, schließlich gab sie ihre Anstellung als Sekretärin auf und begann sich der Bohème anzuschließen. 1917 heiratete sie den bedeutend jüngeren Illustrator, Künstler und Bohemien Alan Odle. Das Paar verbrachte bis zu Odles Tod 1948 die Wintermonate in Cornwall und lebte im Sommer in London. Dorothy M. Richardson starb einen Monat nach ihrem 84. Geburtstag in Beckenham in der Grafschaft Kent.

## Werk
Dorothy Richardson veröffentlichte zahlreiche Essays, Gedichte, Kurzgeschichten und Novellen, außerdem verfasste sie Sketche und journalistische Texte. Ihr Hauptwerk stellt jedoch der autobiografisch angelehnte Romanzyklus  Pilgrimage dar, den sie 1915 mit dem Werk Pointed Roofs (dt. „Die Schatten der Giebel“) begann. In Pointed Roofs verwendete sie erstmals die Erzählhaltung des inneren Monologs und „erfand“ damit noch vor Joyce und Woolf im englischsprachigen Raum die völlig neuartige Erzähltechnik des stream of consciousness („Bewusstseinsstrom“) der Romanfiguren. Obwohl sie selbst den von der Literaturkritikerin May Sinclair in der Einleitung des Buches Pointed Roofs eingeführten Begriff ablehnte, fand der Terminus stream of consciousness schnell Einzug in die moderne Erzähltheorie und wurde bald zum probaten Stilmittel des neuen experimentellen und psychologischen Romans in der englischen Erzählliteratur der 1920er Jahre. Richardsons Erstlingswerk wurde von den Kritikern jedoch ambivalent aufgenommen oder ignoriert: die Würdigung ihrer neuentwickelten Erzähltechnik unterlag der literarischen Polemik, dass Richardson zu einer Zeit, in der sich Großbritannien und das deutsche Kaiserreich im Krieg befinden, ihre Bewunderung für die deutsche Kultur zum Ausdruck bringt.
Die autobiografisch angelegte Hauptfigur des Romanzyklus ist die aus der englischen middle class stammende 17-jährige Miriam Henderson, die auf sich allein gestellt ihren Lebensunterhalt selbst verdienen muss und zunächst Lehrerin in einem norddeutschen Mädcheninternat wird, dann nach England zurückkehrt, um ein selbstbestimmtes Leben inmitten von Intellektuellen und Freidenkern zu führen. Die Romanserie spielt im Zeitraum von 1890 bis circa 1915. Richardson vermeidet jeglichen Kommentar eines „übergeordneten Erzählers“ und schildert unter Zuhilfenahme eines inneren Monologs in Assoziationsketten das Geschehen aus der Sicht Miriams als ununterbrochenen Fluss von Wahrnehmungen.

## Rezeption
Dorothy Richardsons Romanzyklus enthält hinsichtlich der emanzipatorischen Ausrichtung ihrer Protagonistin(nen) im postviktorianischen England essentielle feministische Grundgedanken und bereitet wichtige Aspekte der modernen Frauenliteratur vor, womit er zugleich einen hohen dokumentarischen Wert für die Frauenbewegung besitzt, was nicht immer gewürdigt wurde. Der Autorin ging es jedoch weniger um die Thematisierung der Gleichberechtigung der Frau, als vielmehr um das differenziertere Verhältnis der Frau zur Wirklichkeit, die eher intuitiv und sinnlicher wahrgenommen wird als das rationale, vom intellekten Handeln bestimmte Bewusstsein des Mannes. Als Richardsons Schwäche wird von Interpreten ihres Werks der enorme Umfang angeführt, der die Handlung für den Leser zu lange aufbereitet und letztlich den Spannungsbogen verliert. Im Gegensatz zu den konziseren Werken von James Joyce und Virginia Woolf setzte Richardson die Möglichkeiten der neu erworbenen Erzähltechnik weniger gezielt ein, weshalb diese eher zum Selbstzweck geriet.

## Veröffentlichungen
- Pointed Roofs. Pilgrimage. A novel. Einleitung von May Sinclair, Duckworth & Co., London 1915, OCLC 776333381; erneute Ausgabe: New York, NY 1919.
  - deutsche Übersetzung von Clara Munk: Die Schatten der Giebel, Mühlbach & Huck, Seligenstadt 1993, ISBN 3-929779-21-8 (OCLC 180485710).
- Backwater. London 1916
- Honeycomb. London 1917
- The Tunnel. London / New York, NY 1919
- Es saust das Rad, Eine Erzählung aus dem amerikanischen Arbeiterinnenleben, übersetzt von Werner Peter Larsen, A. Kaden, Dresden 1919, DNB 573878196, OCLC 72023296.
- Interim. London 1919
- Deadlock. London 1921
- Revolving Lights. London 1923
- The Trap. London 1925
- Oberland. New York 1928
- Dawn’s Left Hand. London 1931
- Clear Horizon. London 1935
- Dimple Hill. London 1938
- Pilgrimage. 4 Bände; Einleitung von W. Allen, London / New York, NY 1967

## Sekundärliteratur
- María Francisca Llantada Díaz: Form and meaning in Dorothy M. Richardson’s Pilgrimage. Winter, Heidelberg, 2007, ISBN 978-3-8253-5363-6 (englisch)
- Joanne Winning: The Pilgrimage of Dorothy Richardson. University of Wisconsin Press, 2000, ISBN 0-299-17034-9 (englisch)
- Elisabeth Bronfen: Der literarische Raum. Eine Untersuchung am Beispiel von Dorothy M. Richardsons Pilgrimage (= Studien zur englischen Philologie N.F., Band 25). Niemeyer Tübingen 1986, ISBN 3-484-45025-8 (Dissertation Universität München 1985, 373 Seiten). 
  - Dorothy Richardson’s Art of Memory: Space, Identity, Text. Manchester University Press, Manchester, New York, NY 1999, ISBN 0-7190-4808-7 (englisch Übersetzung)
- Heike Wagner: Frauendarstellung und Erzählstruktur im Romanwerk Dorothy Richardsons. Lang, Frankfurt am Main 1996, ISBN 3-631-49732-6.